# Eupithecia silenicolata
Eupithecia silenicolata är en fjärilsart som beskrevs av Paul Mabille 1866. Eupithecia silenicolata ingår i släktet Eupithecia och familjen mätare. Inga underarter finns listade i Catalogue of Life.